# Enargia diluta
Enargia diluta là một loài bướm đêm trong họ Noctuidae.